# 1982–1983-as magyar labdarúgó-bajnokság (első osztály)
Az 1982–1983-as labdarúgó bajnokságot a Győri ETO nyerte a Ferencváros és a Honvéd előtt. Egyetlen ponttal győzött a győri csapat, a többiek is áttértek a sok mozgásos játékra. A bajnokságból kiesett a Debreceni MVSC és a Békéscsabai Előre Spartacus.
55 klub több mint kétszáz játékosa keveredett az 1983-ban kirobbant Totó-botrányba, 198 személyt, vezetőket, játékosokat, bírókat, minden sporttevékenységtől eltiltottak örökre. Két és félmillió forintot érdemtelenség címén vontak el az NB I-es kluboktól.
Szigorodtak a büntetések is, először három, majd két sárga lap után automatikus eltiltás következett, piros lapnál először egy, majd két hét lett az eltiltás.

## A végeredmény
| Hely. | Csapat               | M  | Gy | D  | V  | G+ | G– | Gk  | P  | Továbbjutás vagy kiesés                   |
| ----- | -------------------- | -- | -- | -- | -- | -- | -- | --- | -- | ----------------------------------------- |
| 1.    | Rába ETO             | 30 | 19 | 6  | 5  | 82 | 37 | +45 | 44 | 1983–1984-es bajnokcsapatok Európa-kupája |
| 2.    | Ferencvárosi TC      | 30 | 19 | 5  | 6  | 73 | 46 | +27 | 43 | 1983–1984-es UEFA-kupa                    |
| 3.    | Budapesti Honvéd     | 30 | 17 | 8  | 5  | 57 | 33 | +24 | 42 | 1983–1984-es UEFA-kupa                    |
| 4.    | Csepel SC            | 30 | 13 | 11 | 6  | 52 | 46 | +6  | 37 |                                           |
| 5.    | Újpesti Dózsa KGY    | 30 | 12 | 8  | 10 | 45 | 47 | −2  | 32 | 1983–1984-es kupagyőztesek Európa-kupája  |
| 6.    | Tatabányai Bányász   | 30 | 9  | 11 | 10 | 42 | 40 | +2  | 29 |                                           |
| 7.    | Vasas SC             | 30 | 11 | 6  | 13 | 56 | 52 | +4  | 28 | 1983–1984-es közép-európai kupa           |
| 8.    | Szombathelyi Haladás | 30 | 10 | 8  | 12 | 33 | 40 | −7  | 28 |                                           |
| 9.    | Diósgyőri VTK        | 30 | 8  | 11 | 11 | 36 | 44 | −8  | 27 |                                           |
| 10.   | Nyíregyháza          | 30 | 9  | 8  | 13 | 29 | 37 | −8  | 26 |                                           |
| 11.   | Zalaegerszegi TE     | 30 | 8  | 10 | 12 | 37 | 46 | −9  | 26 |                                           |
| 12.   | MTK-VM Ú             | 30 | 9  | 8  | 13 | 40 | 58 | −18 | 26 |                                           |
| 13.   | Videoton             | 30 | 11 | 3  | 16 | 48 | 47 | +1  | 25 |                                           |
| 14.   | Pécsi MSC            | 30 | 9  | 7  | 14 | 45 | 52 | −7  | 25 |                                           |
| 15.   | Debreceni VSC K      | 30 | 8  | 9  | 13 | 35 | 51 | −16 | 25 | Kiestek az NB II-be                       |
| 16.   | Békéscsabai ElőreK   | 30 | 5  | 7  | 18 | 41 | 75 | −34 | 17 | Kiestek az NB II-be                       |

A bajnok Rába ETO játékosai
Kovács László (30) – Csonka Gyula (15), Hlagyvik Gábor (29), Magyar Lajos (22) – Burcsa Győző (29), Hannich Péter (30), Póczik József (29), Szepessy László (26) – Szabó Ottó (30), Szentes Lázár (28), Hajszán Gyula (27).
Játszott még: Mile Sándor (24), Szíjártó László (21), Vági János (13), Varga József (10), Rezi Lajos (7), Turbék István (7), Gyurmánczy Attila (6), Wunder András (2).
Edző: Verebes József
Az ezüstérmes Ferencvárosi TC játékosai
Zsiborás Gábor (24) – Jancsika Károly (24), Judik Péter (27), Rab Tibor (28), Takács László (15) – Ebedli Zoltán (26), Nyilasi Tibor (23), Pogány László (28) – Szabadi László (24), Szokolai László (28), Pölöskei Gábor (19).
Játszott még: Koch Róbert (22), Rubold Péter (22), Murai Sándor (20), Kvaszta Lajos (12), Dózsa Attila (11), Szántó Gábor (9), Beles Ferenc (6), Kakas László (6), Mörtel Béla (5), Bánki József (4), Krecska János (1).
Edző: Novák Dezső
A bronzérmes Bp. Honvéd játékosai
Andrusch József (17) – Paróczai Sándor (30), Tóth József (17), Garaba Imre (26), Varga József (27) – Kerepeczky György (24), Nagy Antal (30), Gyimesi László (28) – Gere László (26), Dajka László (24), Esterházy Márton (30).
Játszott még: Détári Lajos (23), Bodonyi Béla (20), Kozma MIhály (18), Kanász József (13), Menyhárt Kálmán (13), Lukács Sándor (10), Segesvári Sándor (9), Grósz János (8), Csehi Tibor (5), Simon Zoltán (1).
Edző: Komora Imre

## Kereszttáblázat
hazai győzelem       döntetlen       vendéggyőzelem
| Hazai \ Vendég1 | ETO | FTC | HON | CSE | ÚJP | TBSC | VAS | HAL | DIO | NYI | ZTE | MTK | VID | PMSC | BCS | DEB |
| Rába ETO        |     | 3–3 | 1–0 | 4–0 | 6–1 | 3–2  | 2–2 | 2–0 | 2–0 | 2–1 | 1–1 | 6–0 | 5–2 | 3–1  | 5–1 | 5–1 |
| Ferencváros     | 0–3 |     | 2–1 | 1–3 | 0–3 | 2–1  | 5–3 | 4–0 | 4–0 | 2–1 | 2–2 | 2–1 | 3–1 | 5–2  | 4–0 | 8–3 |
| Bp. Honvéd      | 2–2 | 2–3 |     | 3–3 | 1–3 | 1–1  | 2–0 | 2–0 | 1–0 | 3–0 | 3–1 | 1–0 | 3–0 | 2–1  | 2–0 | 2–1 |
| Csepel          | 2–2 | 1–1 | 3–5 |     | 1–2 | 2–1  | 2–5 | 4–1 | 2–1 | 3–1 | 2–0 | 3–0 | 2–1 | 1–0  | 1–1 | 4–3 |
| Újpest          | 1–0 | 1–2 | 2–2 | 1–2 |     | 2–1  | 2–3 | 3–2 | 1–1 | 2–1 | 1–0 | 1–1 | 1–0 | 2–0  | 1–1 | 4–1 |
| Tatabánya       | 2–1 | 3–2 | 1–1 | 0–0 | 4–1 |      | 3–2 | 0–1 | 1–1 | 2–1 | 1–1 | 2–1 | 4–2 | 1–1  | 1–1 | 2–2 |
| Vasas           | 2–3 | 3–4 | 1–3 | 1–1 | 1–2 | 3–0  |     | 3–0 | 2–1 | 1–1 | 2–3 | 3–2 | 2–1 | 0–1  | 4–2 | 3–0 |
| Haladás         | 2–1 | 0–2 | 1–2 | 2–2 | 3–0 | 0–2  | 1–0 |     | 3–2 | 1–0 | 1–1 | 7–1 | 1–3 | 1–0  | 0–0 | 3–0 |
| Diósgyőr        | 3–7 | 2–2 | 0–1 | 0–0 | 1–1 | 0–0  | 3–2 | 0–0 |     | 2–0 | 3–1 | 2–1 | 1–0 | 3–0  | 1–0 | 4–2 |
| Nyíregyháza     | 0–2 | 1–1 | 1–0 | 3–0 | 1–0 | 2–2  | 2–0 | 0–0 | 0–0 |     | 2–1 | 0–1 | 1–0 | 2–1  | 1–1 | 3–1 |
| Zalaegerszeg    | 0–2 | 1–0 | 1–1 | 0–0 | 4–2 | 1–0  | 2–2 | 0–0 | 3–1 | 2–1 |     | 1–2 | 1–0 | 1–2  | 4–1 | 1–1 |
| MTK-VM          | 0–1 | 0–2 | 1–1 | 1–3 | 1–1 | 2–1  | 0–2 | 1–0 | 1–1 | 1–1 | 3–1 |     | 2–1 | 5–3  | 2–2 | 3–0 |
| Videoton        | 1–5 | 0–2 | 0–3 | 1–1 | 2–0 | 1–0  | 0–0 | 3–0 | 1–1 | 4–0 | 5–1 | 6–2 |     | 3–1  | 4–0 | 4–0 |
| Pécs            | 1–1 | 4–2 | 1–3 | 3–0 | 2–2 | 2–0  | 1–1 | 1–1 | 2–1 | 1–0 | 1–1 | 1–1 | 3–0 |      | 2–3 | 4–2 |
| Debrecen        | 3–0 | 1–2 | 1–1 | 2–4 | 2–1 | 1–1  | 2–1 | 0–1 | 3–0 | 0–0 | 1–0 | 1–2 | 0–1 | 2–1  |     | 2–1 |
| Békéscsaba      | 3–2 | 0–1 | 2–3 | 0–0 | 1–1 | 0–3  | 1–2 | 1–1 | 1–1 | 1–2 | 3–1 | 2–2 | 2–1 | 3–2  | 3–1 |     |

Forrás: A magyar sport évkönyve, 1983. Budapest: Sport. 1984.   124. o.  
1A hazai csapatok a bal oldali oszlopban szerepelnek.
Színek: Zöld = hazai győzelem; Sárga = döntetlen; Piros = vendéggyőzelem.
 

## Díjak
| Bajnok 1982/83        |
| Rába ETO 3. Bajnokság |

| Az év játékosa              | Gólkirály                                            |
| Kardos József Újpesti Dózsa | Dobány Lajos Pécsi MSC Szombathelyi Haladás (23 gól) |

### Góllövőlista
| Gól | Név              | Klub                           |
| --- | ---------------- | ------------------------------ |
| 23  | Dobány Lajos     | Pécsi MSC Szombathelyi Haladás |
| 20  | Hannich Péter    | Rába ETO                       |
| 17  | Kiss László      | Vasas SC                       |
| 17  | Nyilasi Tibor    | Ferencvárosi TC                |
| 16  | Kerekes György   | Debreceni MVSC                 |
| 16  | Kiss Sándor      | Újpesti Dózsa                  |
| 14  | Esterházy Márton | Bp. Honvéd SE                  |
| 14  | Szabó József     | Videoton SC                    |
| 14  | Szokolai László  | Ferencvárosi TC                |
| 14  | Várady Béla      | Vasas SC                       |
| 13  | Dékány Gábor     | Csepel SC                      |
| 13  | Pölöskei Gábor   | Ferencvárosi TC                |

## Csapatok adatai
| Csapat              | Vezetőedző        | Csapatkapitány | Szerelés | A csapat szezonja |
| ------------------- | ----------------- | -------------- | -------- | ----------------- |
| Csepel SC           | Keszthelyi Mihály | Kőhalmi Gábor  | puma     | részletek         |
| Rába Vasas ETO      | Verebes József    | Magyar Lajos   | adidas   | részletek         |
| Budapesti Honvéd SE | Komora Imre       | Nagy Antal     | puma     | részletek         |
| Vasas SC            | Illovszky Rudolf  | Várady Béla    |          | részletek         |
| Újpesti Dózsa       | Temesvári Miklós  | Tóth József    | adidas   | részletek         |
| Ferencváros         | Novák Dezső       | Nyilasi Tibor  | adidas   | részletek         |
| Debreceni MVSC      | Kovács Ferenc     | Kerekes György |          | részletek         |
| Videoton SC         | Molnár Ferenc     | Végh Tibor     | adidas   | részletek         |
| Tatabányai Bányász  | Dalnoki Jenő      | Lakatos Károly |          | részletek         |
| Diósgyőri VTK       | Puskás Lajos      | Oláh Ferenc    |          | részletek         |
| Haladás VSE         | Török Péter       | Garics György  | adidas   | részletek         |
| Békéscsabai Előre   | Pataki Tamás      | Kerekes Attila |          | részletek         |
| MTK-VM              | Sárosi László     | Borsó János    | adidas   | részletek         |
| Pécsi MSC           | Kovács Imre       | Katzirz Béla   |          | részletek         |
| Zalaegerszegi TE    | Rónai István      | Kereki Zoltán  |          | részletek         |
| Nyíregyházi VSSC    | Magyar György     | Kiss Miklós    |          | részletek         |

## Vezetőedző-váltások
| Csapat             | Távozott vezetőedző | A távozás módja     | A távozás ideje  | Helyezés a tabellán | Érkezett vezetőedző | A kinevezés ideje | Forrás        |
| ------------------ | ------------------- | ------------------- | ---------------- | ------------------- | ------------------- | ----------------- | ------------- |
| Tatabányai Bányász | Lakat Károly        | Lejárt a szerződése | 1982. június 30. | Szezon előtt        | Dalnoki Jenő        | 1982. július 1.   | [ 2 ]         |
| Videoton           | Szentmihályi Antal  | felmondott          |                  | Szezon előtt        | Molnár Ferenc       |                   | [ 3 ] [ 4 ]   |
| Pécsi MSC          | Kovács Imre         | Lejárt a szerződése |                  | Szezon előtt        | Szarvas László      | 1982. július 1.   | [ 5 ]         |
| Budapesti Honvéd   | Tichy Lajos         | Lejárt a szerződése | 1982. június 30. | Szezon előtt        | Komora Imre         | 1982. július 1.   | [ 6 ]         |
| Vasas SC           | Bundzsák Dezső      | Lejárt a szerződése |                  | Szezon előtt        | Illovszky Rudolf    | 1982. július 1.   | [ 7 ]         |
| Nyíregyháza        | Papp László         |                     |                  | Szezon előtt        | Magyar György       |                   | [ 8 ]         |
| Zalaegerszegi TE   | Szőcs János         | 1982. november 1.   | Lemondott        | 16.                 | Rónai István        | 1982. november 1. | [ 9 ]         |
| Békéscsaba         | Zalai László        | 1983. március 31.   | közös megegyezés | 16.                 | Pataki Tamás        | 1983. április 1.  | [ 10 ]        |
| Pécsi MSC          | Szarvas László      | 1983. április 15.   | Közös megegyezés | 14.                 | Kovács Imre         | 1983. április 15. | [ 11 ] [ 12 ] |